# Elena Amat Calderón
Elena Amat Calderón de Wienken (Valencia, 13 de enero de 1910 – Madrid, 4 de agosto de 2006) fue una profesora universitaria y archivera española. Fue la primera mujer docente de la Facultad de Geografía e Historia de la Universidad Central de Madrid, actual Universidad Complutense; donde también desempeñó tareas de bibliotecaria. Además, fue directora de la biblioteca del Ateneo de Madrid entre 1941 y 1953, cargo que abandonó para pasar a dirigir las Bibliotecas Populares de Madrid. A lo largo de su vida, recibió diversos reconocimientos por su trabajo como bibliotecaria y archivera, como la orden civil de Alfonso X el Sabio (1953), la medalla del Instituto del Libro Español (1971) y el lazo de dama de la orden de Isabel la Católica (1980).

## Biografía
Amat nació en Valencia el 13 de enero de 1910, hija de Francisco de Paula Amat y Villalba, un notable catedrático de Historia Universal de la Universidad Central de Madrid; y de Elena Calderón Martín. 
Cursó sus estudios de Bachillerato en el Instituto Cardenal Cisneros de Madrid, y se licenció en Filosofía y Letras en 1926. En 1927 obtuvo el título de doctora en Historia con una tesis en torno a Luisa Roldán,  La Roldana, escultora sevillana del siglo XVII. 
Su labor como docente comenzó, hacia 1930, en la antigua Universidad Central (hoy Universidad Complutense), en la Facultad de Geografía e Historia, como ayudante de la cátedra de Arqueología Arábiga. Allí impartió también clases de Historia del Arte.
En 1931, Amat entró a formar parte del Cuerpo Facultativo de Archiveros, Bibliotecarios y Arqueólogos. En sus primeros años en este puesto, desempeñó su trabajo de archivera en diversas bibliotecas de la Universidad Central, donde permaneció hasta 1939. 
En mayo de 1939 fue destinada a la Biblioteca del Ateneo de Madrid, entidad de la que había sido socia en su juventud, entre 1926 y 1930. En el Ateneo se le asignó el cargo de directora en 1941, puesto en el que permaneció hasta 1953. A partir de ese año, desempeñó la dirección de las Bibliotecas Populares de Madrid, origen de las actuales bibliotecas de la Comunidad.
En el ámbito de su vida privada, contrajo matrimonio con Ricardo Suárez Guanes, quien murió en Paracuellos del Jarama en 1936. Más adelante se casó con Carlos Oscar Wieken, con quien tuvo tres hijas.
Elena Amat falleció en Madrid el 4 de agosto de 2006. 
Tras su fallecimiento, su fondo personal de archivos fue donado por sus hijas al Archivo del Ateneo de Madrid. Este fondo incluye documentación personal, como fotografía y cartas; o colecciones documentales como cartas de Cecilia Böhl de Faber a Miguel Velarde, o cartas de Emilio Castelar a Jerónimo Amat.

## Pionera en la universidad española
En 1910 se publicó en España la Real Orden de Instrucción Pública que permitía a las mujeres cursar estudios universitarios por voluntad propia y sin autorización ajena. Las aulas no se abrieron a las docentes mujeres, sin embargo, hasta unos años después.
Junto con otras figuras ilustres como la escritora Emilia Pardo Bazán, la filósofa María Zambrano, la pedagoga María de Maeztu Whitney, la matemática Carmen Martínez Sancho o la química María Teresa Salazar Bermúdez; Elena Amat tuvo un rol pionero en el ámbito de la formación universitaria, puesto que fue la primera mujer en ocupar un puesto docente en la disciplina de Geografía e Historia en la Universidad Central de Madrid.

## Distinciones
- Orden Civil de Alfonso X el Sabio (Ministerio de Educación, 1953)
- Medalla del Instituto del Libro Español (1972)
- Lazo de dama de la Orden de Isabel la Católica (1980)